# Brda (Velika Kladuša)
Brda es un pueblo de la municipalidad de Velika Kladuša, en el cantón de Una-Sana, Bosnia y Herzegovina.

## Superficie
Posee una superficie de 3,34 kilómetros cuadrados.

## Demografía
Hasta 2013 la población era de 366 habitantes, con una densidad de población de 109,6 habitantes por kilómetro cuadrado.